# Sable mouvant (poème)
Sable mouvant est un poème écrit en 1959 par Pierre Reverdy dans sa maison, près de l'abbaye de Solesmes, un an avant sa mort.

## Situation
En 1926, à l'âge de 37 ans, Pierre Reverdy a choisi de se retirer près de l'abbaye de Solesmes, où il écrit toujours des poèmes, envoyés à Paris grâce à des visiteurs tels que André Breton ou Pablo Picasso, malgré un arrêt poétique pendant l'Occupation (des soldats allemands logeaient à Solesmes dans une chambre attenante à celle de Reverdy, ce qui le désespérait). Après l'Occupation, Reverdy reprend son écriture poétique avec une grande effervescence, et écrit notamment La liberté des mers, Au soleil du plafond et l'essai Cette émotion appelée poésie. Son nom réapparaît en tête des revues poétiques, et de nombreux poètes, tels André du Bouchet et René Char, viennent lui rendre visite. En 1959, cela fait 43 ans que Reverdy est installé à Solesmes.

## Testament
Ce poème se présente comme le testament poétique de Pierre Reverdy. Il veut qu'on garde de lui une image symbolique, dépouillée de tous les détails de la vie courante. Le poète devient, au fil du poème, de plus en plus bref et concentré, comme si la mort se rapprochait. Tour à tour il fait des constats amers puis des inflexions ardentes d'espoir. Le poème ne comporte pas de point final, comme si les derniers mots du poète restaient dans l'air à jamais.

## Publication
Reverdy envoie ce poème en mars 1959 à son éditeur Louis Broder. Il était originellement destiné à être publié avec des poèmes d'André du Bouchet, René Char et Jacques Dupin avec des illustrations de Jacques Villon. Ce projet est finalement abandonné par l'éditeur, et le poème est publié seul, et tiré à 255 exemplaires.

## Éditions
- In-folio, 48,5 x 38,5 cm, en feuilles, achevé d'imprimer le 25 octobre 1966 chez Fequet et Baudier à Paris, avec des illustrations de l'atelier Crommelynck à Mougins
- La liberté des mers, Sable mouvant et autres poèmes, Flammarion, 1978
- Sable Mouvant et autres textes, Poésie Gallimard, octobre 2008